# 1829
Het jaar 1829 is het 29e jaar in de 19e eeuw volgens de christelijke jaartelling.

## Gebeurtenissen
maart
- 11 - Felix Mendelssohn Bartholdy voert in Berlijn de Matthäus-Passion uit, de eerste uitvoering sinds de dood van de componist, J.S. Bach, en de eerste in een concertzaal.

april
- 13 - Ingebruikname van het Griftkanaal, de eerste fase van het Apeldoorns Kanaal. Het is in hoofdzaak gefinancierd door koning Willem I en moet de scheepvaart een alternatief bieden voor de verzandende IJssel.

juni
- 11 - Stichting van de stad Perth in West-Australië.

juli
- 9 - Het "Constitutioneel Banket" geeft in Brugge het eerste vertreksein voor de anti-Hollandse opstand.
- 9 - De Nederlandse pater Jan Roothaan wordt gekozen tot generaal-overste van de Jezuïetenorde.

augustus
- 3 - Première van de opera Guillaume Tell door Gioacchino Rossini
- 8 - Koning Karel X van Frankrijk benoemt Jules de Polignac tot eerste minister.

september
- 14 - Verdrag van Adrianopel (Edirne) tussen Rusland en Ottomaanse Rijk. Rusland breidt zijn invloedssfeer uit ten koste van het Ottomaanse Rijk. Griekenland wordt onafhankelijk, Servië krijgt autonomie en Walachije en Moldavië worden Russische protectoraten.

december
- 4 - Het Britse bestuur in India verbiedt weduweverbranding.
- 11 - De Nederlandse regering trekt de taal- en belastingwetten gedeeltelijk in waartegen in het Zuiden veel bezwaren leven.

## Muziek
- 11 maart - Eerste heruitvoering van Bachs Mattheus Passion onder directie van Felix Mendelssohn Bartholdy. Het is tevens de eerste uitvoering in een concertzaal.
- 19 juni - Het symphonium, ontwikkeld door de Engelsman Charles Wheatstone, wordt gepatenteerd.
- In Italië wordt de eerste accordeon gebouwd.
- Bernhard Henrik Crusell componeert Concertino in Bes gr.t. voor fagot en orkest

## Bouwkunst

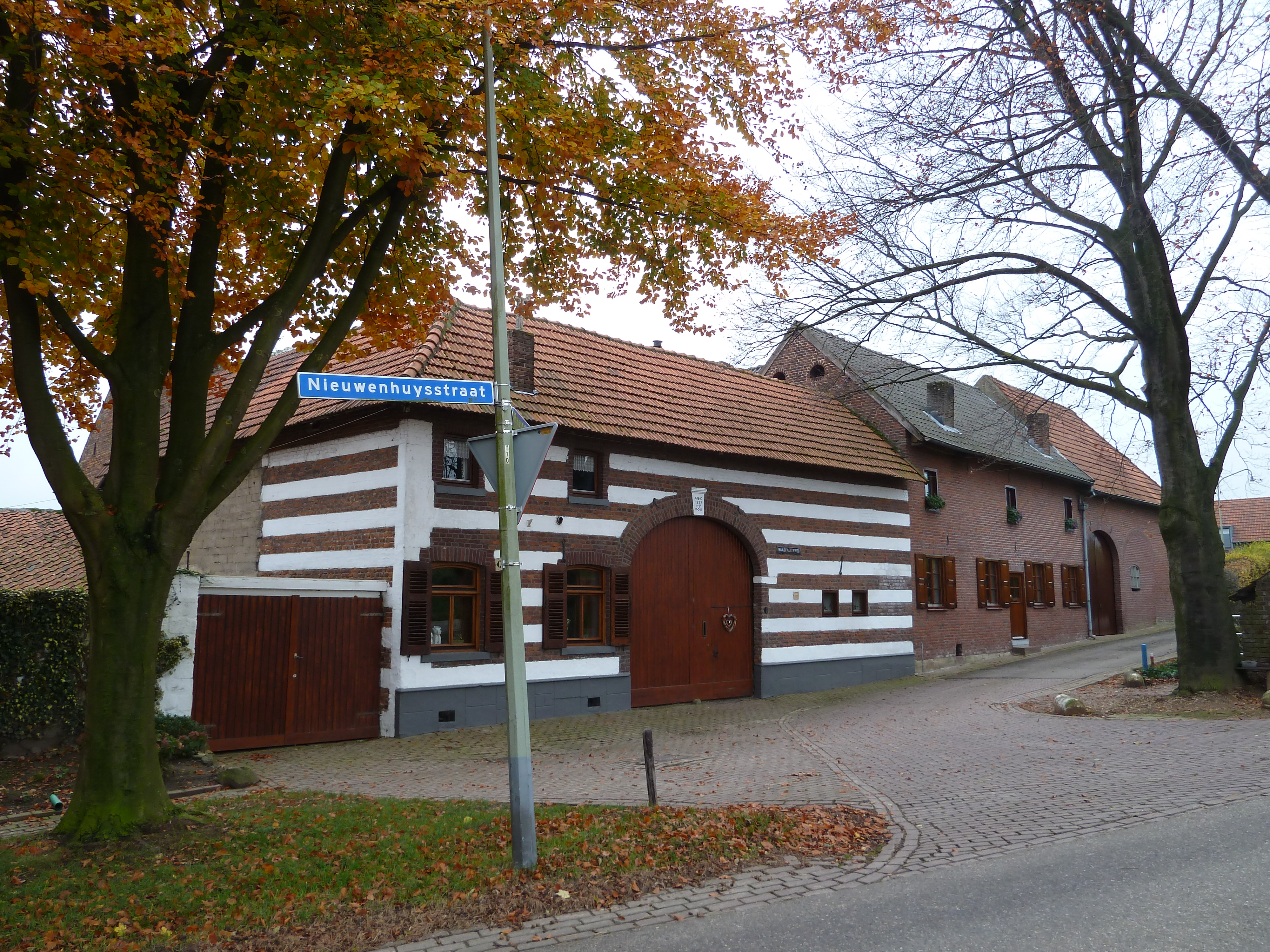
Boerenhoeve, Aalbeek (1829)

## Geboren
januari
- 3 - Konrad Duden, Duits lexicograaf (overleden 1911)
- 18 - Lodewijk van Haecke, Belgisch rooms-katholiek priester en publicist (overleden 1912)
- 21 - Oscar II, koning van Zweden en Noorwegen (overleden 1907)

februari
- 2 - Alfred Brehm, Duits zoöloog, ornitholoog en publicist (overleden 1884)
- 26 - Levi Strauss, Amerikaans kledingfabrikant, ontwerper van de spijkerbroek (overleden 1902)

maart
- 3 - Carl von Siemens, Duits industrieel (overleden 1906)
- 24 - Ignacio Zaragoza, Mexicaans generaal (overleden 1862)

april
- 10 - William Booth, Brits stichter van het Leger des Heils (overleden 1912)
- 28 - Charles Bourseul, Frans technicus en uitvinder (overleden 1912)

mei
- 1 - Frederick Sandys, Engels kunstschilder (overleden 1904)
- 10 - Heinrich Witte, Nederlands botanicus (overleden 1917)
- 20 - Johannes Hermanus Gunning, Nederlands predikant en  ethisch theoloog (overleden 1905)

juni
- 8 - Jacobus Anthonie Fruin, Nederlands rechtsgeleerde (overleden 1884)

juli
- 13 - Auguste Danse, Belgisch beeldend kunstenaar (overleden 1929)
- 20 - Luis Terrazas, Mexicaans politicus, militair en haciendero (overleden 1923)
- 24 - Lewis Miller, Amerikaans zakenman, uitvinder en filantroop (overleden 1899)

september
- 7 - Friedrich Kekulé, Duits scheikundige (overleden 1896)
- 11 - Thomas Hill, Amerikaans kunstschilder (overleden 1908)
- 21 - Taco Mesdag, Nederlands bankier en kunstschilder (overleden 1902)
- 25 - William Michael Rossetti, Engels schrijver en dichter (overleden 1919)
- 29 - Louis Latouche, Frans kunstschilder (overleden 1883)

oktober
- 5 - Chester A. Arthur, 21e president van de Verenigde Staten (overleden 1886)
- 15 - Asaph Hall, Amerikaans astronoom (overleden 1907)
- 20 - Cornelis Philippus Hofstede de Groot (overleden 1884)

december
- 20 - Albert Rubenson, Zweeds componist en violist (overleden 1902)

## Overleden
februari
- 10 - Paus Leo XII (68), paus van 1823 tot 1829
- 16 - François-Joseph Gossec (95), Belgisch-Frans componist, muziekpedagoog en musicus
- 18 - Jan Křtitel Josef Kuchař (77), Boheems componist, klavecinist en organist

maart
- 5 - John Adams (63), Brits muiter

april
- 6 - Niels Henrik Abel (26), Noors wiskundige

mei
- 10 - Thomas Young (wetenschapper) (55), Engels natuurkundige, egyptoloog en arts
- 29 - Humphry Davy (50), Brits scheikundige

september
- 7 - François Adriaan van der Kemp (77), Nederlands patriot

november
- 9 - Jean-Xavier Lefèvre (66), Zwitsers-Frans klarinettist, muziekpedagoog en componist
- ? - Antoon van Bedaff (41), Zuid-Nederlands schilder, tekenaar en graficus

december
- 28 - Jean-Baptiste Lamarck (85), Frans bioloog